# Terebra arcas
Terebra arcas is een slakkensoort uit de familie van de Terebridae. De wetenschappelijke naam van de soort is voor het eerst geldig gepubliceerd in 1954 door Abbott.